# 耕歌
〈耕歌〉，古琴曲，一名《豳风歌》。  以琴曲形式出现在琴谱中可以追溯到明嘉靖三十九年萧鸾的《杏莊太音续谱》中：杏莊老人曰，伊尹惟知莘之可耕，與堯舜之道可樂，伐桀非其志也。商湯三聘，幡然而改者，不得已也。後人闡幽，故作耕歌。
《伯牙心法》：「按是曲，乃周公輔成王于襁褓，慮其未知稼穡之艱難而作也。故陳后禝，公劉風化之所由，使瞽矇朝夕以誦之。仰觀星日霜露之變，俯察昆䖝草木之化，援天時以授民事，謹祭祀而時燕饗，老老幼幼，薄歛寬征。所以周成之治功，至今稱盛，豳風之詩，所由興也。後人擬其音韻，托之絃歌。非追羙其無逸戒君之忠，而諷諫于絲桐之內乎。」